# AstroSAR-UK
AstroSAR-UK, britanski maleni satelit s radarom sa sintetičkim otvorom antene (eng. synthetic-aperture radar, SAR). Na projektu izrade surađuju EADS-Astrium (Astrium radi na korisnom teretu, payloadu) i SSTL (radi na busu). Očekuje se kako bi satelit mogao koštati oko 40 milijuna GBP te imati radni vijek od 5 godina. Satelit će nositi SAR radar koji radi u X-pojasu (eng. X-band phased-array radar). Radar je razvijen u EADS-u. SSTL će osigurati let platforme. EADS je izmislio inovativnu konfiguraciju nazvanu “Snapdragon” u kojoj je svemirska letjelica, pripremljena za lansiranje, sklopljena na pola. Radarska antena je fiksirana i cijela se letjelica okreće kako bi usmjerila radar prema ciljanom području.
EADS-ov radar temeljen je na zrakoplovnom MicroSAR pokusnom primjerku, testiranom u svibnju 2003. – AstroSAR-UK može osigurati razlučivost od 1 metar, ima ugrađenu podršku za pomorsko izviđanje pri čemu pokriva pojas od 900 kilometara na 20-metarskoj razlučivosti.
Mase je manje od 500 kg.

## Vanjske poveznice
- (eng.) Ian Encke: AstroSAR Lite-An Applications Opportunity  Arhivirana inačica izvorne stranice od 25. listopada 2015. (Wayback Machine), stranice Sveučilišta u Leicesteru
- (eng.) AstroSar  Arhivirana inačica izvorne stranice od 13. veljače 2021. (Wayback Machine), stranice Sveučilišta u Leicesteru